# كريس مور
كريس مور (بالإنجليزية: Chris Moore)‏ (17 يناير 1984 بنيوكاسل أبون تاين في المملكة المتحدة - ) هو لاعب كرة قدم بريطاني في مركز جناح. لعب مع نادي بليث سبارتانز ونادي بارو ونادي غيتزهد ودورهام سيتي ‏ وبيشوب أوكلاند ‏ وDarlington 1883 ‏ وWhitley Bay F.C. ‏ وسبنيمور تاون ‏ ودارلينجتون إف سى.

## وصلات خارجية
- كريس مور على موقع قاعدة بيانات كرة القدم.إي يو (الإنجليزية)
- كريس مور على موقع Soccerbase.com (لاعب) (الإنجليزية)